# Sekretariat ds. Gospodarczych Stolicy Apostolskiej
Sekretariat ds. Gospodarczych Stolicy Apostolskiej – dykasteria Kurii Rzymskiej utworzona na mocy motu proprio Fidelis dispensator et prudens, wydanego przez papieża Franciszka z datą 24 lutego 2014. Powstanie sekretariatu jest jednym z pierwszych etapów reformy organów Stolicy Apostolskiej, prowadzonej przez Franciszka na podstawie rekomendacji Rady Kardynałów. 
Sekretariat ma stanowić organ wykonawczy Rady Gospodarczej, utworzonej tym samym dokumentem. Rada składa się z 15 osób: 8 duchownych oraz 7 świeckich ekspertów w dziedzinie finansów. Z kolei Rada ma zajmować się kwestiami dóbr doczesnych i administracji Stolicy Apostolskiej i Państwa Watykańskiego, takimi jak planowanie budżetowe, zarządzanie finansami, zarządzanie zasobami ludzkimi czy zaopatrzenie. Na czele Sekretariatu stoi prefekt podlegający bezpośrednio papieżowi. Pierwszym prefektem mianowany został kardynał George Pell, dotychczasowy arcybiskup metropolita Sydney. W 2017 roku kard. Pell został urlopowany na czas trwania śledztwa w sprawie seksualnego wykorzystywania nieletnich. 26 lutego 2019 szef Biura Prasowego Stolicy Apostolskiej Alessandro Gisotti ogłosił za pomocą Twittera, że „kard. George Pell nie jest już prefektem sekretariatu ds. Gospodarczych”. Gisotti nie wyjaśnił, czy prefekt został zdymisjonowany, czy też upłynęła jego kadencja.

## Obecny zarząd Sekretariatu
- Prefekt: Maximino Caballero Ledo (od 30 XI 2022)
- Sekretarz: ks. Luigi Mistò (od 14 IV 2015)

## Zarząd Sekretariatu

### Prefekci Sekretariatu ds. Gospodarczych Stolicy Apostolskiej
- 2014–2019: kard. George Pell
  - od 2017 urlopowany
- 2019–2022: ks. Juan Antonio Guerrero Alves SJ
- od 2022: Maximino Caballero Ledo

### Sekretarze Sekretariatu ds. Gospodarczych Stolicy Apostolskiej
- 2014–2018: ks. Alfred Xuereb
- od 2015: ks. Luigi Mistò